# Sweet Empire
Sweet Empire is een Nederlandse punkband afkomstig uit uit de regio IJmond en Zaanstreek. Naast punkrock wordt de band ook wel aangeduid als poppunk, powerpop of melodieuze hardcore.

## Geschiedenis
Sweet Empire werd in juni 2008 opgericht door Rowald van Baardwijk, Rick Diemeer, Jort van de Ven en Lionn van der Horst. Zij kenden elkaar uit het lokale muziekcircuit en uit eerdere bands, zoals Dainty Defiance en Pantherland. Het eerste optreden van de band vond plaats in oktober 2008. In 2009 won de band de IJmond Popprijs en mocht daardoor in juni optreden op het hoofdpodium van Beeckestijn Pop. Twee maanden later werd voor het eerst het Verenigd Koninkrijk aangedaan en werden de eerste opnames gemaakt. Later dat jaar besloot Van der Horst de band te verlaten. Hij werd vervangen door Koen Fakkeldij. Begin 2010 begon Van der Horst de band Wanderlust.
In februari 2010 kwamen onder de titel The Flood de eerste opname uit op 7 inch-vinyl en cassette via het label Black Death. Verder volgden in 2010 enkele tournees door het Verenigd Koninkrijk, België en Duitsland.
Begin 2011 werd er een split-cd met Oliver John Ward uitgebracht. Tevens werd in mei en april 2011 het eerste volledige album opgenomen. This Season Needs Torches werd op 1 september 2011 uitgebracht bij Shield Recordings op cd en 12 inch-vinyl. De verschijning van het album werd gevolgd door de eerste tournee van de band door Europa. Landen die werden aangedaan, waren Nederland, Oostenrijk, Zwitserland, Frankrijk en België.
In 2012 en 2013 toerde de band veelvuldig door Europa en het Verenigd Koninkrijk. In 2013 bracht de band tevens een splitalbum uit met het Engelse Fighting Fiction. Dit album werd uitgebracht via Shield Recordings in de Benelux, Lockjaw Records in het VK en LaserLife Records in Oostenrijk. Eind dat jaar kwam er tevens een cassette uit met daarop alle ep's en 7-inch-albums die de band tot dan toe had uitgebracht. Trilob Records bracht de tape uit onder de naam 'Cause Vinyl is for Hipsters Tape.
2014 bracht een tweede studioalbum, getiteld Old Ideas Keep Fighting Us, met daarop dertien nieuwe nummers. De plaat werd op 1 september werd uitgebracht op cd en als 12-inch via Shield Recordings (Benelux), Gunner Records (Duitsland) en LaserLife Records (Oostenrijk). Zoals alle uitgaves van de band is deze plaat ook opgenomen met Nico van Montfort van XPZ Sound achter de knoppen. Verder tourde de band weer door Europa.
Tot 2019 tourde de band door Europa. De band speelde onder andere op het Manchester Punk Festival in 2017. Gedurende 2018 begon de band aan de opnames van het nieuwe album, getiteld A New Cycle, met Perimeter Audio. Dit album werd op 1 april 2019 uitgegeven.

## Leden
- Rowald van Baardwijk - zang (2008-heden)
- Jort van de Ven - gitaar/zang (2008-heden)
- Rick Diemeer - bas (2008-heden)
- Koen Fakkeldij - drums (2009-heden)

Oud-leden
- Lionn van der Horst - drums (2008-2009)

## Discografie
Studioalbums
- This Season Needs Torches (lp/cd, Shield Recordings, 2011)
- Old Ideas Keep Fighting Us (lp/cd, Shield Recordings/Gunner Records/LaserLife Records, 2014)
- A New Cycle (lp/cd, Shield Recordings/Umlaut Records/Bad Wolf Records/North Empire Records, 2019)

Splitalbums
- Sweet Empire/Oliver John Ward (cd, North Empire Records, 2011)
- Fighting Fiction/Sweet Empire (7-inch, Shield Recordings/Lockjaw Records/LaserLife Records, 2013)
- Sweet Empire/Irish Handcuffs (cassette, Shield Recordings/Trilob Records, 2015)

Andere albums
- The Flood (7-inch/cd/cassette, Black Death, 2010, ep)
- 'Cause Vinyl is for Hipsters (cassette, Trilob Records, 2013, verzamelalbum)